# Granno
Nella mitologia celtica Granno (anche Gramnos, Gramnnos) era il dio del sole, della salute e delle sorgenti curative. Durante l'epoca romana Grannus fu equiparato ad Apollo. Era marito della dea Sirona, assimilata a Igea e Diana.  È probabilmente lo stesso Borvo. La popolarità del suo culto dal primo secolo a.C. fino  al tardo impero è testimoniata dalle numerose dediche nelle are marmoreee rinvenute e ai luoghi eponimi, come il santuario di Grand e il centro termale di  Aquae Granni (acque di Granno), l'antico nome di Aquisgrana.
Senza dubbio era una  divinità solare: la parola irlandese per sole è grian (vedi anche Deò-ghrèine e Mac Gréine).
L'imperatore romano Caracalla (188-217) visitò  a Grand (Vosgi)  il sacrario del "dio celtico della salute" Granno durante la guerra in Germania attorno al 215. Anche l'imperatore Costantino, prima della sua conversione al Cristianesimo,  nel 310 fece lo stesso, a testimonianza di un culto ancora vivo nel quarto secolo d.C.